# Combretum tetragonocarpum
Combretum tetragonocarpum är en tvåhjärtbladig växtart som beskrevs av Wilhelm Sulpiz Kurz. Combretum tetragonocarpum ingår i släktet Combretum och familjen Combretaceae. Inga underarter finns listade i Catalogue of Life.